# Croton laceratoglandulosus
Croton laceratoglandulosus là một loài thực vật có hoa trong họ Đại kích. Loài này được Caruzo & Cordeiro mô tả khoa học đầu tiên năm 2008.